# Praefectura urbana
Nell'Antica Roma, la Praefectura urbana (prefettura urbana) era il complesso di uffici in cui, in età imperiale, aveva sede il Praefectus urbi e si amministrava la città di Roma. Sorgeva nella Regio IV Templum Pacis.
Non rimangono tracce della prefettura urbana.

## Storia
In un'epigrafe è ricordato un restauro della prefettura effettuato nel V secolo ad opera del prefetto Giunio Valerio Bellicio.

## Descrizione
Il complesso della prefettura urbana consisteva di almeno tre parti.
Gli scrinia, cioè gli archivi, il secretarium, cioè l'ufficio del prefetto, e i tribunalia, dove il prefetto amministrava la giustizia.
In posizione adiacente alla prefettura sorgeva un portico, il cosiddetto Porticus Thermarum Traianarum, in cui erano esposte copie degli editti conservati negli archivi delle prefettura.

## Ubicazione
Testimonianze epigrafiche indicano che dovesse trovarsi appena a ovest delle terme di Traiano sull'Esquilino, all'interno dell'area compresa fra le attuali vie di S. Pietro in Vincoli, della Polveriera e dei Serpenti.
Nell'epigrafe sopra ricordata, il secretarium era denominato tellurense: questo indica che l'edificio sorgeva in Tellure o nel vicus Tellurensis, cioè nei pressi del tempio di Tellure.